# Херцберг, Брита
Ольга Брита Ловиса Херцберг (швед. Olga Brita Lovisa Hertzberg; 19 октября 1901, Норрчёпинг — 17 ноября 1976, Стокгольм) — шведская оперная певица (сопрано).

## Биография
Брита Херцберг родилась в 1901 году в Норрчёпинге. Училась вокалу в Стокгольме и Берлине. В числе её учителей была шведская оперная певица Ида Браг.
В 1924 году состоялся дебют Бриты Херцберг на сцене Королевской оперы в партии Мими в «Богеме» Пуччини, а также в «Миньоне» Тома. Херцберг стала первой исполнительницей таких партий, как Элизив («Адильс и Элизив» Петерсон-Бергера, 1927), Юдифь (одноимённая опера Натанаэля Берга, 1936), Биргитта (одноимённая опера Берга, 1942), Унн («Отверженный» Линдберга, 1943). Кроме того, она была первой шведской исполнительницей партии Катерины Измайловой в опере «Леди Макбет Мценского уезда» Шостаковича (1935). В числе прочих ролей — Изольда в «Тристане и Изольде» Вагнера, Черсти в «Невесте короля» Рангстрёма, Тоска в одноимённой опере Пуччини, Микаэла в «Кармен» Бизе, графиня в «Свадьбе Фигаро» Моцарта. С 1950-х годов Херцберг пела партии меццо-сопрано.
В 1932 году Брита Херцберг вышла замуж за певца Эйнара Бейрона, тенора. В 1937 году у них родилась дочь Катарина, впоследствии также ставшая известной оперной певицей.
Брита Херцберг много гастролировала, в том числе в Копенгагене, Осло, Риге, Праге, Будапеште, Барселоне. Обладала красивым голосом широкого диапазона, её исполнение отличалось поэтичностью. В 1932 году была награждена Медалью литературы и искусств; в 1940 году получила звание придворной певицы. В 1934 году Херцберг стала членом Шведской королевской музыкальной академии. Оставила сцену в 1954 году.
Скончалась в 1976 году в Стокгольме.